# S.O.S. i mostri uccidono ancora
S.O.S. i mostri uccidono ancora (Island of Terror) è un film del 1966 diretto da Terence Fisher.

## Trama
In un'isola dell'Irlanda uno scienziato nel corso di esperimenti per trovare una cura contro il cancro crea delle creature mostruose, chiamate silicati, che risucchiano le ossa delle vittime. Due altri scienziati, aiutati da una ragazza, cercano di debellare la minaccia. Ci riusciranno, ma il misterioso finale lascia aperto ogni interrogativo.